# إمرالي
إمرالي (بالتركية: İmralı) هي جزيرة تركية صغيرة في جنوب بحر مرمرة. بها سجن شديد الحراسة كان الزعيم الكردي عبد الله أوجلان ـ زعيم حزب العمال الكردستاني ـ نزيله الوحيد منذ اعتقاله سنة 1999 وحتى الآن، قبل أن ينقل إليه عدة سجناء آخرين في نوفمبر 2009.
أعدم بجزيرة إمرالي سنة 1961 ثلاثة من السياسيين هم عدنان مندريس وفطين رشدي زورلو وحسن بولاتكان.